# 석씨원류응화사적목판
석씨원류응화사적목판(釋氏源流應化事蹟木板)은 서울특별시 종로구에 있는, 인조 9년(1631) 정두원이 명나라 사신으로 갔다가 가져온 책을 바탕으로 현종 14년(1673) 승려 지십(智什)이 양주 불암사에 목판본으로 발간한 책판이다. 1975년 5월 16일 대한민국의 보물 제591호로 지정되었다.

## 개요
석씨원류응화사적목판(釋氏源流應化事蹟木板)은 인조 9년(1631) 정두원이 명나라 사신으로 갔다가 가져온 책을 바탕으로 현종 14년(1673) 승려 지십(智什)이 양주 불암사에 목판본으로 발간한 책판이다.
이 책은 석가모니의 일대기와 석가모니 이후 서역 및 중국에서 불법이 전파된 사실을 400항에 걸쳐 기술한 것으로, 각 항의 4자 1구로 제목을 붙이고 먼저 사적을 그림으로 그리고 그 다음 면에 그 내용을 서술하였다. 글자의 새김은 매우 정교하고 그 기법이 우수하다. 책 첫머리에는 중국 명나라 헌종 22년(1486)에 헌종이 직접 쓴 서문이 있고, 다음에 당나라 왕발의 석가여래성도기(釋迦如來成道記)가 있다.
책 끝에는 화가와 인쇄조각자 18명의 명단이 기록되어 있는데, 정확하게 누가 이 책을 썼는지는 알 수 없다. 현재 중국서 목록에도 나와 있지 않는 것으로 보아 없어져 전해지지 않는 글로 보인다.

## 참고 자료
- 석씨원류응화사적목판 - 국가유산청 국가유산포털